# Maria Przemyślidka
Maria Przemyślidka (XII w.) – córka księcia czeskiego Sobiesława I.
Podczas Zielonych Świąt 1138 książę Sobiesław I przebywał w Bambergu na spotkaniu z nowo obranym królem niemieckim Konradem III. Wówczas zapewne z inicjatywy Sobiesława powstały dwa projekty małżeńskie. Jego córka Maria miała poślubić margrabiego Austrii Leopolda IV, który był przyrodnim bratem władcy Niemiec. Henryk syn Konrada III miał poślubić Zofię, córkę króla Węgier Beli II.
28 września 1138 (dzień świętego Wacława) Maria poślubiła Leopolda IV. Ślub odbył się w Ołomuńcu. Posag panny młodej wynosił 500 grzywien srebra. W święto Zesłania Świętego Ducha 11 czerwca 1139 nastąpiły formalne zaręczyny Henryka z Zofią węgierską.
Leopold IV zmarł w 1141. Małżeństwo było bezdzietne. Maria wyszła powtórnie za władcę Badenii Hermana III. Z drugiego małżeństwa miała córkę Gertrudę.

## Literatura
- Velké dějiny zemí Koruny české, t. 1, Praha 1999, s. 553.
- Vaníček V., Soběslav I. Přemyslovci v kontekstu evropských dějin v letech 1092-1140, Praha-Litomyšl 2007, s. 288-290.